# Kremayr & Scheriau
Der Verlag Kremayr & Scheriau ist ein österreichischer Buchverlag mit Sitz in Wien.

## Geschichte
Der Verlag Kremayr & Scheriau wurde im Jahr 1951 von Rudolf Kremayr und Wilhelm Scheriau gegründet. In den Anfangsjahren war er der wichtigste lizenzgebende Verlag für die damals noch junge Buchgemeinschaft Donauland. Kremayr & Scheriau entwickelte sich zu einem der führenden Verlage in Österreich. 
1966 beteiligte sich Bertelsmann an der Buchgemeinschaft Donauland und in der Folge auch am Verlag Kremayr & Scheriau.
Erfolgreiche Veröffentlichungen in dieser Zeit waren die So sah ich …-Bücher von Hugo Portisch und seine Werke Österreich I und Österreich II, die Memoiren von Bruno Kreisky, das Österreichische Jahrhundert von Hellmut Andics oder die Werke von Hans Bankl, darunter Der Pathologe weiß alles, aber zu spät … und das sechsbändige Historische Lexikon Wien von Felix Czeike.
Im Jahr 1991 wurde der Orac-Sachbuchverlag übernommen. Gegründet 1975 von Norbert Orac, verlegte Orac in den Anfängen hauptsächlich Bücher zum Thema Sport – Heinz Prüllers Grand-Prix-Storys, die Biografien von Jochen Rindt und Niki Lauda. Später wurden kritische Sachbücher und Bücher zu den Schwerpunkten Gesundheit und Ratgeber in das Programm aufgenommen, so Gesundheitsbücher von Ulf Böhmig oder Psychologieratgeber wie Märchen, die den Kindern helfen. 
Leo Mazakarini, vormaliger Programmleiter von Orac, verantwortete in der Folge beide Programme, bis er im Jahr 2000 in den Ruhestand ging. Erfolgreich war in dieser Zeit das Kochbuch Die gute Küche von Ewald Plachutta und Christoph Wagner, von dem über 400.000 Exemplare verkauft wurden. Im politischen Bereich stand Hans Henning Scharsachs Haiders Kampf wochenlang an der Spitze der österreichischen Bestsellerlisten.
2002 übernahm Martin Scheriau, der Sohn des Verlagsmitgründers, die Anteile von Bertelsmann und ist seither Alleineigentümer.
Am 14. Januar 2024 starb Scheriau nach kurzer, schwerer Krankheit im Alter von 64 Jahren. Seine Agenden wurden von seinem Sohn Philip übernommen.

## Autoren (Auswahl, alphabetisch)
- Sabine und Roland Bösel
- Judith Brandner
- Erhard Busek
- Christoph Chorherr
- Ilija Dürhammer
- Lorenz Gallmetzer
- Karim El-Gawhary
- Nikolaus Glattauer
- Lilly Gollackner
- Gerald Groß
- Heinz Fischer
- Eugen Freund
- Simone Hirth
- Marianne Jungmaier
- Heidi Kastner
- Nadine Kegele
- Gertraud Klemm
- Alfred Komarek
- Marie Luise Lehner
- Paul Lendvai
- Margit Maximilian
- Manfred Nowak
- Petra Piuk
- Peter Pilz
- Oliver Rathkolb
- Joachim Reiber
- Barbara Rieger
- Tonio Schachinger
- Thomas Schäfer-Elmayer
- Hans-Henning Scharsach
- Dolores Schmidinger
- Verena Stauffer
- Milan Turković
- Cornelia Vospernik
- Christoph Wagner-Trenkwitz
- Friedrich Weissensteiner
- Daniel Zipfel
- Paul Zulehner

## Auszeichnungen
- 2022: Bruno-Kreisky-Preis für das politische Buch – Preis für besondere verlegerische Leistungen[2]